# Васил Друмев (Болгарія)
Васи́л Дру́мев (болг. Васил Друмев) — село в Шуменській області Болгарії. Входить до складу общини Шумен.

## Населення
За даними перепису населення 2011 року у селі проживали 254 особи.
Національний склад населення села:
| Національність   | Кількість осіб | Відсоток |
| ---------------- | -------------- | -------- |
| болгари          | 222            | 88,4%    |
| цигани           | 18             | 7,2%     |
| турки            | 9              | 3,6%     |
| Всього відповіли | 251            |          |

Розподіл населення за віком у 2011 році:
Динаміка населення: